# 臺灣撫墾局
臺灣撫墾局成立於臺灣清治時期晚期的光緒十二年（1886年），為福建臺灣省負責原住民外交事務的專責機構。主官為督辦臺灣撫墾大臣（撫墾大臣），由臺灣巡撫兼任，主要政策執行者為副主管「幫辦臺灣撫墾大臣」（撫墾幫辦）。
1895年，臺灣進入日治時期後，該撫墾局隨政權更迭而裁撤。

## 簡介
1885年，臺灣建省。為了確實管理臺灣山地與所居臺灣原住民之事務，首任巡撫劉銘傳特地成立撫墾局，自任長官，是為督辦臺灣撫墾大臣，劉建請朝廷，任命板橋林家士紳林維源以太常寺少卿身份，派為幫辦臺灣撫墾大臣。另一方面，撫墾局亦也為臺灣山地地區的行政區劃。
而在地方轄區方面，臺灣撫墾局於大嵙崁設「撫墾總局」，統轄全臺之撫墾事務。「撫墾總局」轄下還設有大嵙崁撫墾局、東勢角撫墾局、埔裏社撫墾局、叭哩沙撫墾局、林圯埔撫墾局、蕃薯寮撫墾局、恆春撫墾局與臺東撫墾局。該八個地區撫墾局其下再分設分局，分局則設委員、通事、醫師、教師、理髮師等。
總的來說，中央之「臺灣撫墾局」、「撫墾總局」或「地區局」、「分局」等主要任務為開墾協調、山林開發及所謂對臺灣原住民之「訓教」、「耕讀」。

## 組織

### 各局介紹
| 名稱         | 備註 |
| ------------ | --- |
| 撫墾總局     | 隸屬於巡撫，位於大嵙崁，總理全臺撫墾事務。                                                                                   |
| 大嵙崁撫墾局 | 下設雙溪分局、三角湧分局、咸菜甕分局、五指山分局、南莊分局。                                                                 |
| 東勢角撫墾局 | 下設大湖分局、馬鞍巃分局（光緒十四年裁）、大茅埔分局（光緒十四年設）、水長流分局（光緒十四年設）、北港分局（光緒十四年設）。 |
| 埔裏社撫墾局 | 下設蜈蚣崙分局、木屐蘭分局。                                                                                                 |
| 叭哩沙撫墾局 | 下設阿里史分局、蘇澳分局。                                                                                                   |
| 林圯埔撫墾局 | |
| 蕃薯寮撫墾局 | 下設隘寮分局、枋寮枋局。 |
| 恆春撫墾局   | |
| 臺東撫墾局   | 下設璞石閣分局、花蓮港分局。                                                                                                 |

### 人員編制
- 總辦：一人，以三品文員任之，總理局中一切事務[1]。
- 委員：一人，以七品文員任之，或以營官兼任，掌理撫墾事務[1]。
- 幕賓：總局四員，局兩員，隨時聘用，以處理文案等事[1]。
- 司事：二或四名，分辦事務會計[1]。
- 通事：無定額，處理通譯之事[1]。
- 局勇：無定額，保護墾務和監督隘勇[1]。
- 醫生：各局置一、二名，處理醫務[1]。
- 教讀：各社置一名，以教導讀書[1]。
- 教耕：各社置一名，以教導耕田[1]。